# جوليا لينق
جوليا لينق (بالإنجليزية: Julia Ling)‏ مواليد 14 فبراير 1983 في تيمبل سيتي، لوس أنجليس، كاليفورنيا، هي ممثلة أمريكية بدأت مسيرتها الفنية عام 2003.

## الأعمال

### أفلام
- خمن من
- 8 قواعد بسيطة
- هاوس
- إي آر
- ذا أو سي
- تشاك

## روابط خارجية
- جوليا لينق على موقع IMDb (الإنجليزية)
- جوليا لينق على موقع ألو سيني (الفرنسية)
- جوليا لينق على موقع أول موفي (الإنجليزية)
- جوليا لينق على موقع قاعدة بيانات الفيلم (الإنجليزية)
- جوليا لينق على موقع كينوبويسك (الروسية)